# أجيتوكسين
اجيتوكسين (بالإنجليزية: Agitoxin)‏ هو ذيفان موجود في سم عقرب فلسطين الأصفر. تشمل السموم الأخرى الموجودة في هذا النوع سموم الكاربيدوتوكسين. 

## التركيب
يمكن تنقية اجيتوكسين باستخدام تقنيات استشراب السائل رفيع الإنجاز.
الهيكل الأساسي:
يمكن تمييز ثلاثة أنواع من اجيتوكسين، كل منها محدد على أنه يشتمل على 38 من الأحماض الأمينية. متجانسة للغاية، وتختلف فقط في هوية المخلفات في المواضع 7 و 15 و 29 و 31.

## الوظيفة
يرتبط اجيتوكسين بقناة بوتاسيوم + شاكر في ذبابة الفاكهة أو نظيرها في الثدييات. يحجب اجيتوكسين هذه القناة عن طريق الارتباط بتقارب عالٍ بدهليزها الخارجي.
قدرة اجيتوكسين على سد قناة «بوتاسيوم + شاكر» تتم من خلال آلية إرتباط حيث يتموضع السم على القناة ثم يمنع فتحه من خلال حركات مرنة للسلاسل الجانبية مما يسمح بتفعيل معقدات بروتينية مختلفة.   تحدد الأحماض الأمينية المكونة للسم طريقة تفاعل كل منها مع قنوات بوتاسيوم + شاكر.